# Moriat
Moriat – miejscowość i gmina we Francji, w regionie Owernia-Rodan-Alpy, w departamencie Puy-de-Dôme.
Według danych na rok 1990 gminę zamieszkiwały 312 osoby, a gęstość zaludnienia wynosiła 29 osób/km² (wśród 1310 gmin Owernii Moriat plasuje się na 544. miejscu pod względem liczby ludności, natomiast pod względem powierzchni na miejscu 782.).